# Jean-Pierre Bourgeot
Pour les articles homonymes, voir Bourgeot.
Jean-Pierre Bourgeot, né le 25 novembre 1968 à Moulins, est un coureur cycliste français, du début des années 1990.

## Biographie
Après avoir terminé deuxième du Championnat de France sur route amateur en 1992 à Avize, il est recruté comme stagiaire professionnel par l'équipe Z afin de disputer le Tour de l'Avenir qu'il termine à la trente-cinquième place.
Il passera finalement professionnel dans l'équipe Chazal. Son meilleur résultat dans cette catégorie sera une quatrième place dans le Circuit de la Sarthe 1993.
Lors des quatre années que durera sa carrière, il sera tous les ans au départ du Tour de France. Il est un équipier clé pour Jaan Kirsipuu.
La disparition de sa seconde équipe, Agrigel-La Creuse au terme de la saison 1996 sonnera la fin de sa carrière professionnelle.
Il continue depuis sa carrière dans le club de Montmarault en occupant diverses fonctions en compagnie de Jean-Philippe Duracka et de son frère. La famille a repris le flambeau avec notamment son neveu Pierre Bourgeot faisant partie des meilleurs coureurs 1ere catégorie en Auvergne .

## Palmarès
- 1989
  - Grand Prix de Nevers
- 1990
  - 2e du Circuit des Monts du Livradois
- 1991
  - Champion d'Auvergne
  - Circuit des Quatre Cantons
  - Tour de Maurice
  - Tour de la Porte Océane
  - 1re étape du Tour de Gironde
  - 3e du Grand Prix des Nations amateurs
  - 3e du Grand Prix de France
- 1992
  - Tour du Doubs :
    - Classement général
    - Une étape

  - Tour du canton d'Écueillé :
    - Classement général
    - Une étape

  - Creteil-Reims
  - Circuit des Monts du Livradois
  - Tercé-Tercé
  - Tour de Maurice
  - 2e du Grand Prix Mathias Nomblot
  - 2e du Grand Prix de Luneray
  - 2e du championnat de France sur route amateurs
  - 2e du Circuit des Mines
  - 2e de Troyes-Dijon
  - 3e du Circuit de la Vallée du Bédat
  - 3e du Bol d’or des amateurs
  - 3e du Tour de l'Essonne
  - 3e de Paris-Fécamp
- 1995
  - 3e des Quatre Jours de l'Aisne
- 1997
  - Champion d'Auvergne
  - Trois Jours des Mauges
  - 2e du Circuit des Boulevards
  - 3e du Circuit de la Vallée du Bédat
- 1999
  - Tour de Maurice

## Résultats sur les grands tours

### Tour de France
4 participations
- 1993 : 124e
- 1994 : abandon (14e étape)
- 1995 : abandon (12e étape)
- 1996 : 67e

### Tour d'Espagne
1 participation
- 1995 : abandon (9e étape)